# OrbytTV
OrbytTV (anteriorment Mundo Interactivo) va ser un canal de TDT propietat d'Unidad Editorial. Va començar a sintonitzar-se des del 1r de març de 2011 amb un bucle promocional sense previsió de l'inici de les seves emissions. Les seves emissions van cessar el 4 d'agost de 2014. Mai no va arribar a emetre cap programa més enllà del bucle de prova.

## Història
Es va tractar d'un canal HbbTV, és a dir, televisió interactiva, que va començar les seves emissions el 1r de març de 2011 sota el nom de Mundo Interactivo. Durant tres mesos, aquest canal va emetre una sèrie de bucles que no proporcionava molta informació sobre quina mena d'interactivitat o servei s'oferiria, però ja al juny de 2011 es van començar a oferir continguts interactius en proves, com ara, tràilers de cinema, documentals (del canal The Biography Channel), dibuixos animats, gastronomia (del Canal Cocina), reportatges (de TCM), música i altres continguts a la carta. Així i tot, aquests continguts no podien veure's tret que el terminal/descodificador disposés de tecnologia HbbTV.
A la fi de l'any, el 21 de desembre de 2012, Mundo Interactivo va modificar el bucle promocional indicant que el canal podia veure's amb els aparells d'emissió comercialitzats per Orbyt, quiosc virtual d'Unidad Editorial. Així, al gener de 2013 el canal va passar a denominar-se OrbytTV.
Finalment, després de tres anys i cinc mesos, el 4 d'agost de 2014, OrbytTV va cessar les seves emissions. Això es va deure a una demanda per part de l'empresa Infraestructuras y Gestión 2002, la qual considerava il·legal un dels seus dos canals de televisió, ja que tots dos estaven llogats i únicament es pot llogar la meitat del múltiplex, així com el servei interactiu OrbytTV.
El 26 d'octubre de 2014, amb l'alliberament de les freqüències de la TDT, aquest mateix canal va tornar sota la denominació "SoyInteractivo", que va tornar a emetre un bucle les 24 hores al dia. Aquest va desaparèixer al poc temps.